# Édith au Col de cygne
Ne doit pas être confondu avec Édith de Mercie.
Édith au Col de cygne (Edith Swanneck en anglais) est une Anglaise du XIe siècle. Elle est la première compagne d'Harold Godwinson, dernier roi anglo-saxon d'Angleterre. Bien qu'ils ne se soient jamais mariés, leur union durable donne naissance à six enfants au moins. D'après la légende, c'est elle qui aurait identifié le corps de son amant sur le champ de bataille d'Hastings, en 1066.

## Biographie
La relation entre Harold et Édith semble avoir débuté dans les années 1040, alors qu'il est comte d'Est-Anglie. Les historiens considèrent leur union comme un mariage more danico, « à la manière danoise », qui n'est pas reconnu par l'Église. Harold épouse une autre Édith, la sœur du comte Edwin de Mercie, après 1063.
D'après la tradition de l'abbaye de Waltham, deux moines, Osgod Cnoppe et Æthelric Childemaister, auraient persuadé Guillaume le Conquérant de les laisser récupérer le corps du roi Harold après la bataille d'Hastings, le 14 octobre 1066. Ils auraient fait appel à Édith pour l'identifier parmi les nombreux hommes tombés sur le champ de bataille. C'est grâce à des « marques secrètes » sur le corps de Harold qu'elle l'aurait reconnu, bien que défiguré,.
Pour certains historiens, Édith au Col de cygne est la même personne que Eadgifu « la Belle » ou « la Riche », qui apparaît dans le Domesday Book comme propriétaire de 270 hides de terres en 1066.

## Descendance
Les enfants de Harold conventionnellement attribués à son union avec Édith sont les suivants :
- Godwin ;
- Edmond ;
- Magnus ;
- Gunhild, concubine d'Alain le Roux puis de son frère Alain le Noir ;
- Gytha, qui épouse Vladimir II Monomaque ;
- un enfant mort-né, inhumé à Christ Church[6].

Un autre fils de Harold, Ulf, pourrait aussi bien être le fils d'Édith au Col de cygne que celui d'Édith de Mercie.

## Dans la littérature
« Schlachtfeld bei Hastings », poème de Heinrich Heine (publié en 1851 dans Romanzero), montre Édith et deux moines (Asgod et Ailrik) en quête du corps de Harold sur le champ de bataille : dans cette reprise de la légende, les « marques connues d'elle seule » grâce auxquelles elle l'identifie sont celles de morsures amoureuses.
Édith apparaît en outre dans plusieurs œuvres de fiction consacrées à son conjoint :
- Harold : le dernier des rois saxons, roman d'Edward Bulwer-Lytton (1848) ;
- Harold, pièce de théâtre d'Alfred Tennyson (1877) ;
- The Last English King, roman de Julian Rathbone (1997).

Son histoire est évoquée dans la nouvelle policière de Maurice Leblanc Édith au Cou de Cygne, publiée dans le recueil Les Confidences d'Arsène Lupin (1913).